# Cartagine in fiamme
Cartagine in fiamme (bra: O Incêndio de Cartago) é um filme ítalo-franco-estadunidense de 1960, dos gêneros aventura e ficção histórica, dirigida por Carmine Galloner e ambientada à época da Terceira Guerra Púnica. 

## Sinopse
A história começa mostrando divergências internas em Cartago entre os que desejam negociar com os romanos, que avançam contra a cidade, e os que querem lutar. Em meio a esse conflito, a cidade pega fogo.[carece de fontes?]

## Elenco
- Pierre Brasseur ... Sidone
- Daniel Gélin	   ...	  Phegor
- Anne Heywood	   ...	  Fulvia
- Aldo Silvani	   ...	  Hermon
- Ilaria Occhini   ...	  Ophir
- Paolo Stoppa	   ...    Astarito
- José Suárez        ...  Hiram
- Terence Hill ...	  Tsour